# Stevens Brothers

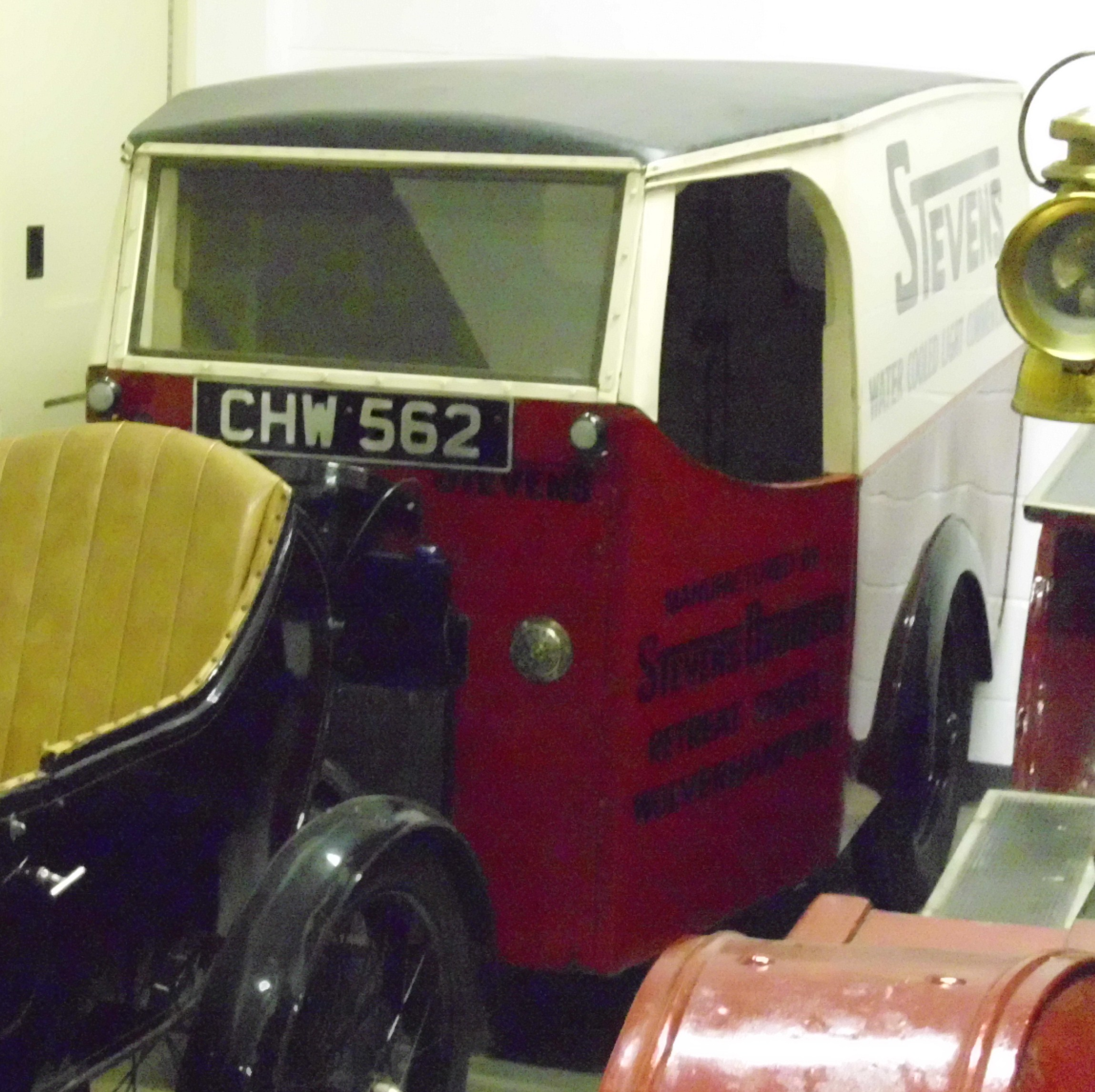
Stevens Dreirad-Kastenwagen von 1936

Die Stevens Brothers (Wolverhampton) Ltd. war ein britischer Hersteller von Motorrädern, Nutzfahrzeugen und Maschinenteilen, der von 1932 bis 1992 in Wolverhampton (Staffordshire) ansässig war. Das Unternehmen firmierte vorübergehend auch unter Stevens & Bowden Ltd..

## Geschichte
Harry, George, Joe, Jack und Billie Stevens hatten vorher die Firma A.J.S. am Graisley Hill in Wolverhampton betrieben. Im Oktober 1931 kam diese Firma in wirtschaftliche Schwierigkeiten und wurde vom Konkurrenten Matchless übernommen. Die bisherigen Eigner schieden aus dem Unternehmen aus und gründeten im Mai 1932 die Stevens Brothers (Wolverhampten) Ltd. in der Retreat Street, wo bisher die vom Vater Joseph Stevens betriebene Stevens Screw Company Ltd. ansässig war.
1934 schieden Joe und Jack aus der neuen Gesellschaft aus und gründeten eine neue Firma, die Wolverhampton Auto-Machinists Ltd., die Spannvorrichtungen für den Maschinenbau fertigte. Ende der 1930er-Jahre übernahm Harry die Stevens Screw Company Ltd. vom Vater. 1938 trat Billies Sohn Jim Stevens in die Stevens Brothers (Wolverhampton) Ltd. ein.
Während des Zweiten Weltkrieges fertigte Stevens Brothers Maschinenteile für die britische Luftfahrtindustrie. In den 1940er-Jahren verstarben die Gebrüder Stevens nach und nach und in den 1950er-Jahren veräußerte Jim Stevens die Firma an Leo Davenport, einen Geschäftsmann und früheren Motorradrennfahrer. Jim widmete sich dann der Fortführung der vom Großvater gegründeten Schraubenfabrik.
Die Fertigung von Maschinenteilen wurde noch bis 1992 fortgeführt. Dann wurde der Betrieb eingestellt und die Gebäude an Engines Ltd. und W. Hopcraft & Son Ltd. verkauft.

## Produkte

### Nutzfahrzeuge
1932 übernahm Stevens Brothers die Konstruktion eines motorradbasierten Dreirad-Lieferwagens von A.J.S., den diese im Jahre 1921 gebaut hatte. Das Vorderrad saß in einer Motorradgabel, wurde aber mit einem Lenkrad gesteuert. Der Fahrer saß auf einer Sitzbank, später auf einem Motorradsattel. Fahrerplatz und Ladefläche waren überdacht; die Karosserie wurde zugekauft.
Angetrieben wurde der Lieferwagen von einem wassergekühlten, seitengesteuerten Einzylindermotor mit 588 cm³ Hubraum, den Stevens Brothers selbst fertigte. Die Motorkraft wurde über ein Burman-Dreiganggetriebe mit Rückwärtsgang und eine Kette an die Hinterräder weitergeleitet. Der Motor wurde mit einem Kickstarter im Führerhaus gestartet. Der Gashebel war im Lenkrad montiert.
Der Wagen wog 394 kg und hatte eine Zuladung von 250 kg. Er erreichte eine Höchstgeschwindigkeit von 72 km/h und kostete £ 83.
1935 wurde die unzuverlässige Kette durch einen Kardanwelle ersetzt. Die Zuladung stieg auf 400 kg und der Preis auf £ 93 9 s. Zusätzlich gab es einen offenen Pritschenwagen.
Es wurden stets sechs Lieferwagen gleichzeitig von Hand gebaut. Erst wenn diese verkauft waren, gab es Platz und Geld für die Fertigung von sechs weiteren. Bis Ende 1936 entstanden in dieser Art und Weise ca. 500 Exemplare, dann wurde die Fertigung wegen zu geringer Nachfrage eingestellt.

### Motorräder
1934, nach dem Ausscheiden von Joe und Jack, befassten sich die verbleibenden drei Brüder wieder mit dem Bau von Motorrädern Zunächst wurden zwei Modelle aufgelegt, die D.S.1 und die U.S.2. Beide waren mit Einzylinder-Viertaktmotoren mit 250 cm³ Hubraum, Mehrscheiben-Ölbadkupplungen und Burman-Vierganggetrieben ausgestattet. Die Konstruktion entsprach im Wesentlichen der der früheren A.J.S.-Modelle; die Motoren hatten Magnetzündung und waren mit einer 6-Volt-Lichtanlage versehen. An den Satteltanks der traditionell in schwarz gehaltenen Maschinen prangte der Schriftzug Stevens.
Beide Modelle kosteten £ 51 und wurden in Losen zu zwölf Stück von Hand in einer angemieteten Fabrikhalle in der Nähe gefertigt. Auch hier konnte das nächste Los erst begonnen werden, wenn die vorhergehenden zwölf Maschinen verkauft waren.
Namhafte Motorradzeitschriften testeten die Motorräder und befanden sie für ausgezeichnet.
1935 gab es kleine Verbesserungen für beide Modelle und zwei neue Typen mit 350 cm³ Hubraum kamen dazu. Die H.L.3 hatte, wie die D.S.1, einen hochgezogenen Auspuff für den Geländeeinsatz, während die L.L.4 den normalen Auspuff der U.S.2 bekam. £ 52 war der Preis für beide neuen Modelle.
Im April desselben Jahres kam als fünftes Modell eine 500-cm³-Maschine dazu, die einen verstärkten und verlängerten Rahmen besaß und für den Seitenwagenbetrieb ausgelegt war. Sie kostete £ 63 in Normalausführung und £ 69 in Wettbewerbsausführung, die eine andere Getriebeübersetzung und andere Kotflügel hatte. Bereits im Herbst wurde der Fischschwanzauspuff gegen ein „Megaphonmodell“ getauscht.
Die Jahresproduktion lag bei etwa 200 Motorrädern und Stevens Brothers meldete den Cheftester Tommy Deadman bei verschiedenen Wettbewerben an, bei denen er ansprechende Ergebnisse erzielte.
1937 wurden auch die kleineren Modelle mit Megaphonauspuffen ausgestattet. Dies war die letzte Änderung vor Einstellung der Motorradproduktion im Sommer 1938. Die beiden letzten der insgesamt ca. 1000 Stevens-Motorräder gingen an Joes Sohn Alec und Billies Sohn Jim.

### Motoren und Maschinenteile
Nach Einstellung der Motorradfertigung wurde nur der Motorenbau fortgesetzt. Harry Stevens konstruierte einen 1000-cm³-Einzylindermotor mit angeschlossenem Vierganggetriebe für George Brough, ab es blieb bei einem Prototyp. Daneben wurden Lohnarbeiten für andere Metallbaubetriebe durchgeführt.
Im Zweiten Weltkrieg fertigte die Firma Maschinenteile für Flugmotorenhersteller, wie Bristol, Fairey Aviation, Avro, Handley Page und andere. Stevens Brothers machte sich einen guten Namen als Hersteller schwierig zu fertigender Maschinenteile.
Die Fertigung von Maschinenteilen wurde bis zur Auflösung der Firma 1992 fortgesetzt.